# By Request Tour
By Request Tour – dwudziesta pierwsza trasa koncertowa grupy muzycznej Metallica, w jej trakcie odbyło się dwadzieścia sześć koncertów.

## Program koncertów
1. "Battery"
2. "Master of Puppets"
3. "Welcome Home (Sanitarium)"
4. "Ride the Lightning"
5. "The Unforgiven"
6. "Lords of Summer"
7. "Wherever I May Roam"
8. "Sad But True"
9. "Fade To Black"
10. "…And Justice for All"
11. "One"
12. "For Whom the Bell Tolls"
13. "Whiskey in the Jar"
14. "Nothing Else Matters"
15. "Enter Sandman"

Bisy:
1. "St. Anger"
2. "Blackened"
3. "Seek And Destroy"

## Lista koncertów
1. 16 marca 2014 – Bogota, Kolumbia – Simón Bolívar Park
2. 18 marca 2014 – Quito, Ekwador – Parque Bicentenario
3. 20 marca 2014 – Lima, Peru – Estadio Nacional de Lima
4. 22 marca 2014 – São Paulo, Brazylia – Estádio do Morumbi
5. 24 marca 2014 – Asunción, Paragwaj – Hipódromo do Asunción
6. 27 marca 2014 – Santiago, Chile – Estadio Monumental David Arellano
7. 29 marca 2014 – La Plata, Argentyna – Estadio Ciudad de La Plata
8. 30 marca 2014 – La Plata, Argentyna - Estadio Ciudad de La Plata
9. 28 maja 2014 – Helsinki, Finlandia – Plaża Hietaniemi
10. 30 maja 2014 – Sztokholm, Szwecja – Royal National City Park
11. 1 czerwca 2014 – Oslo, Norwegia – Valle Hovin
12. 3 czerwca 2014 – Horsens, Dania – Horsens Statsfængsel
13. 4 czerwca 2014 – Hamburg, Niemcy – Volkparkstadion
14. 6 czerwca 2014 – Norymberga, Niemcy – Zeppelinfield
15. 8 czerwca 2014 – Nürburg, Niemcy – Nürburgring
16. 9 czerwca 2014 – Landgraaf, Holandia – Megaland
17. 28 czerwca 2014 – Pilton, Anglia – Worthy Farm
18. 1 lipca 2014 – Rzym, Włochy – Ipppodromo delle Capanelle
19. 3 lipca 2014 – Werchter, Belgia – Werchter Park
20. 4 lipca 2014 – Bazylea, Szwajcaria – St. Jakob-Park
21. 6 lipca 2014 – Knebworth, Anglia – Knebworth House
22. 8 lipca 2014 – Praga, Czechy – Incheba Open Air
23. 9 lipca 2014 – Wiedeń, Austria – Wiener Stadthalle
24. 11 lipca 2014 – Warszawa, Polska – Stadion Narodowy
25. 13 lipca 2014 – Stambuł, Turcja – ITU Stadium
26. 9 sierpnia 2014 – Montreal, Kanada – Parc-Jean Drapeau